# Peregrine Osborne, II duca di Leeds
Peregrine Osborne, II duca di Leeds (1659 – 25 giugno 1729), è stato un politico e ufficiale inglese.

## Biografia

### I primi anni
peregrine era figlio secondogenito di Thomas Osborne, I duca di Leeds, e di sua moglie, Bridget Bertie, una delle figlie del II conte di Lindsey.

### La carriera tra politica e marina militare
Nel 1677 fu deputato per Berwick-upon-Tweed e poi brevemente per Corfe Castle. Nel 1689, brevemente ha seduto in Parlamento, questa volta per York.
Non tenne ad ogni modo mai un ruolo attivo alla Camera dei lord, scegliendo invece di intraprendere una carriera nella Royal Navy. Nominato capitano il 2 gennaio 1691, venne promosso contrammiraglio il 7 luglio 1693. Venne coinvolto nell'attacco a Brest del 18 giugno 1694. Si dedicò anche al disegno di navi da guerra, e servì anche come ufficiale di collegamento tra l'ammiragliato e lo zar Pietro il Grande durante la sua visita a Londra nel 1698. Egli negoziò inoltre la proposta di una serie di mercanti di tabacco inglesi di aprire una rotta commerciale con la Russia. Nel 1699 disegnò la Peregrine Galley, che venne poi varata nel porto di Sheerness nel 1700. Nel 1702 venne promosso al rango di Viceammiraglio of the red ed infine ammiraglio nel 1708.
Peregrine ereditò i titoli alla morte di suo padre nel 1712. Alla sua morte nel 1729, venne succeduto dal suo secondogenito, Peregrine. Venne sepolto nella cappella della famiglia Osborne nella All Hallows Church di Harthill nello Yorkshire meridionale.

## Matrimonio
Il 25 aprile 1682, sposò Bridget Hyde, l'unica figlia ed erede di Sir Thomas Hyde, II Baronetto. Ebbero tre figli:
- William Henry, viscount Latimer e conte poi di Danby (1690-1711);
- Peregrine Hyde, conte di Danby, marchese di Carmarthen e III duca di Leeds (1691-1731);
- Mary (14 agosto 1688- 1721), sposò in prime nozze, il II duca di Beaufort; sposò in seconde nozze il IV Conte di Dundonald
- Bridget, sposò il reverendo William Williams, prebendario della cattedrale di Chichester.